# 加隈亜衣
加隈 亜衣（かくま あい、1988年〈昭和63年〉9月9日 - ）は、日本の女性声優。マウスプロモーション所属。福岡県出身。

## 経歴
声優になろうと思ったきっかけは中学生の頃に観たアニメ『犬夜叉』を挙げていて、憧れの先輩もヒロイン・日暮かごめを演じたゆきのさつきである。
家族に迷惑をかけたくないという理由で、高校卒業後には4年間OLとして勤務していたが、声優になりたいという想いを捨てきれず上京し、マウスプロモーション付属養成所の第26期生を経て、2013年4月よりマウスプロモーションの所属となる。
2011年秋からラジオ番組やゲームソフトに出演している。『パパのいうことを聞きなさい!』のおねえさん役でアニメデビュー。
2013年10月から12月まで、水瀬いのりと期間限定ユニット「いのりっくま」を結成し、徳島、福岡、東京でイベントを開催した。

## 人物・特色
方言は博多弁。かつては大阪弁も話せていた。
役柄としては「ふえっ!?」というセリフを言っているキャラクターを演じることが多い気がしているという。
弟が2人いる。
趣味・特技はパソコン入力、水泳、卓球。
自動車免許、漢字検定、電卓検定、簿記検定、ワープロ検定の資格を持ち、タレントプロフィール『趣味・特技』欄にある「カッパの捕獲」は2012年11月に岩手県遠野市で『カッパ捕獲許可証』を取得（購入）したことによる。
2015年5月4日には、『マチ★アソビ』にて行われた事務所の先輩である市来光弘と、友人である井ノ上奈々の両名の公開結婚式の司会を担当した。

## 出演
太字はメインキャラクター。

### テレビアニメ
2012年
- パパのいうことを聞きなさい!
- 這いよれ! ニャル子さん（女子生徒）
- カンピオーネ! 〜まつろわぬ神々と神殺しの魔王〜（万里谷ひかり）
- ジョジョの奇妙な冒険（2012年 - 2014年、客B、女生徒E、観光客B） - 2シリーズ

2013年
- デュエル・マスターズ ビクトリーV3（ユウマ）
- アイカツ!（2013年 - 2016年、美浦珊瑚、音城ノエル〈2代目〉、今城小絢、レオナ・ストループ 他）
- 犬とハサミは使いよう（大澤映見）
- げんしけん 二代目（波戸賢二郎〈女〉）
- 幻影ヲ駆ケル太陽（女子学生）
- ステラ女学院高等科C3部（瀬戸萌、瀬戸茜）
- 神さまのいない日曜日（ミミータ・ゲーデンバーグ、メメポ・ゲーデンバーグ）
- Bloody Bunny（トイキングダムの王）

2014年
- ウィッチクラフトワークス（メイド、書記）
- マギ The kingdom of magic（サーナ）
- selector infected WIXOSS（小湊るう子） - 2シリーズ
- ハイキュー!!（2014年 - 2016年、女子生徒A、ハルカ） - 2シリーズ
- 星刻の竜騎士（プリムローズ・シェリー）
- 健全ロボ ダイミダラー（マカロニ）
- 彼女がフラグをおられたら（白亜・B・ブレードフィールド）
- 龍ヶ嬢七々々の埋蔵金（駿河綾）
- RAIL WARS!（犬、七尾美穂）
- アルドノア・ゼロ（2014年 - 2015年、ニーナ・クライン） - 2シリーズ / 2025年に総集編『アルドノア・ゼロ（Re+）』劇場上映
- 精霊使いの剣舞（テルミヌス・エスト）
- テラフォーマーズ（2014年 - 2016年、中之条江莉佳、館内アナウンス） - 2シリーズ
- 甘城ブリリアントパーク（千斗いすず）
- 四月は君の嘘（少女、店員）
- ログ・ホライズン（2014年 - 2021年、ミカカゲ、春翠、チュンルウ） - 2シリーズ

2015年
- 純潔のマリア（アン）
- 少年ハリウッド -HOLLY STAGE FOR 50-（ファン）
- 探偵歌劇 ミルキィホームズ TD（天空城ネリマ）
- ジュエルペット シリーズ（友人、雲母家印鑑） - 2シリーズ
- 食戟のソーマ（2015年 - 2017年、倉瀬真由美） - 3シリーズ
- ミカグラ学園組曲（射水アスヒ）
- ハイスクールD×D シリーズ（2015年 - 2018年、ロスヴァイセ） - 2シリーズ
- シドニアの騎士 第九惑星戦役（融合個体管制官）
- ビキニ・ウォリアーズ（メイジ）
- VENUS PROJECT -CLIMAX-（幼女）
- 六花の勇者（チャモ）
- モンスター娘のいる日常（ララ、デュラハン）
- 学戦都市アスタリスク（2015年 - 2016年、ユリス＝アレクシア・フォン・リースフェルト） - 2シリーズ
- おそ松さん（女子生徒）
- うたわれるもの 偽りの仮面（2015年 - 2016年、ルルティエ）
- スタミュ（2015年 - 2017年、タヴィアン、店員） - 2シリーズ
- 機動戦士ガンダム 鉄血のオルフェンズ（2015年 - 2017年、アルミリア・ボードウィン、タービンズ整備士） - 2シリーズ

2016年
- この素晴らしい世界に祝福を!（天使）
- アクティヴレイド -機動強襲室第八係-（バード） - 2シリーズ
- おしえて! ギャル子ちゃん（メタ子）
- FAIRY TAIL ZERO（マコ）
- 紅殻のパンドラ（ビリー）
- ゴッドイーター（空木イロハ）
- ハルチカ〜ハルタとチカは青春する〜（少女）
- 斉木楠雄のΨ難（清美）
- 迷家-マヨイガ-（らぶぽん、男子B）
- 12歳。〜ちっちゃなムネのトキメキ〜（綾瀬花日） - 2シリーズ
- ももくり（栗原雪）
- テイルズ オブ ゼスティリア ザ クロス（クレム）
- D.Gray-man HALLOW（リナリー・リー）
- ブレイブウィッチーズ（雁淵ひかり）
- ブブキ・ブランキ 星の巨人（ユック）
- NARUTO -ナルト- 疾風伝（2016年 - 2017年、チノ）

2017年
- クラシカロイド（女子学生）
- ドラえもん（テレビ朝日版第2期）（2017年 - 2019年、園児、少年、女の子）
- 南鎌倉高校女子自転車部（寿鶴）
- ハンドシェイカー（マユミ / 芥川檀）
- クロックワーク・プラネット（リューズ）
- 境界のRINNE（絵草仁美）
- sin 七つの大罪（ベルフェゴール）
- ソード・オラトリア ダンジョンに出会いを求めるのは間違っているだろうか外伝（アミッド・テアサナーレ）
- 捏造トラップ-NTR-（岡崎由真）
- 徒然チルドレン（栗原ちよ、佐野京子）
- 魔法陣グルグル（イルク）
- 18if（小嶋アイリ）
- ナイツ&マジック（ノーラ・フリュクバリ）
- 時間の支配者（イザベラ）
- このはな綺譚（櫻、瓜之介）
- アニメガタリズ（阿佐ヶ谷愛）
- 妹さえいればいい。（白川京、ミヤコ・ミッドフィールド）
- クジラの子らは砂上に歌う（ネリ、エマ）
- ブレンド・S（苺香の母）
- 縁結びの妖狐ちゃん（御妖国の姫）

2018年
- メルヘン・メドヘン（2018年 - 2019年、アガーテ・アーリア）
- ラーメン大好き小泉さん（ハナ）
- 七つの美徳（ベルフェゴール）
- スロウスタート（遠藤悠里）
- かくりよの宿飯（お涼）
- Lostorage conflated WIXOSS（小湊るう子）
- ラストピリオド -終わりなき螺旋の物語-（エーリカ）
- あまんちゅ!〜あどばんす〜（岬ことり / 夢の少女）
- クレヨンしんちゃん（園児B）
- ゆらぎ荘の幽奈さん（荒覇吐呑子）
- ISLAND（山吹桃香）
- オーバーロードIII（レイナース・ロックブルズ）
- 陰陽師・平安物語（雨女）
- ミッキーマウスとロードレーサーズ
- CONCEPTION（アーフィー、ラサル）
- ベルゼブブ嬢のお気に召すまま。（サルガタナス）

2019年
- W'z《ウィズ》（マユミ / 芥川檀）
- レイトン ミステリー探偵社 〜カトリーのナゾトキファイル〜（アンジー・パターソン）
- とある魔術の禁書目録III（番外個体〈ミサカワースト〉）
- ブギーポップは笑わない（ピジョン）
- 鬼滅の刃（真菰）
- かつて神だった獣たちへ（シャール）
- ありふれた職業で世界最強（2019年 - 2024年、畑山愛子） - 3シリーズ
- フルーツバスケット（2019年 - 2021年、倉伎真知） - 3シリーズ
- アズールレーン（2019年 - 2020年、ユニコーン、高雄）
- 戦×恋（早乙女五夜）
- アイカツオンパレード!（2019年 - 2020年、音城ノエル）

2020年
- ダーウィンズゲーム（テミス）
- 痛いのは嫌なので防御力に極振りしたいと思います。（2020年 - 2023年、マイ、牛） - 2シリーズ
- ヒーリングっど♥プリキュア（2020年 - 2021年、ラビリン）
- ド級編隊エグゼロス（星乃雲母）
- 魔王学院の不適合者 〜史上最強の魔王の始祖、転生して子孫たちの学校へ通う〜（2020年 - 2024年、メノウ・ヒーストリア） - 3シリーズ
- キングスレイド 意志を継ぐものたち（2020年 - 2021年、フレイ）
- ストライクウィッチーズ ROAD to BERLIN（雁淵ひかり）

2021年
- 転生したらスライムだった件（2021年 - 2024年、アルビス） - 3シリーズ
- ワールドウィッチーズ発進しますっ!（雁淵ひかり）
- 無職転生 〜異世界行ったら本気だす〜（エリス・ボレアス・グレイラット） - 2シリーズ
- おしりたんてい（パオットの娘）
- Sonny Boy（あき先生、つばめ）
- SELECTION PROJECT（酒田彩乃）
- 異世界食堂2（マイラ）
- takt op.Destiny（シャルロッテ・シュナイダー）

2022年
- 半妖の夜叉姫（子狐）
- かぐや様は告らせたい-ウルトラロマンティック-（阿天坊ゆめ）
- うたわれるもの 二人の白皇（ルルティエ）
- ちみも（鬼神はづき）
- シャインポスト（ふむ姉さん）
- ふしぎ駄菓子屋 銭天堂（神山ののみ）
- 転生したら剣でした（フラン）
- アークナイツ（2022年 - 2025年、フランカ、フロストリーフ） - 3シリーズ

2023年
- 転生王女と天才令嬢の魔法革命（イリア・コーラル）
- 英雄王、武を極めるため転生す 〜そして、世界最強の見習い騎士♀〜（ラフィニア・ビルフォード）
- 久保さんは僕を許さない（工藤葉月）
- Buddy Daddies（案内係）
- ひろがるスカイ!プリキュア（2023年 - 2024年、虹ヶ丘ましろ / キュアプリズム）
- もういっぽん!（梅原夏）
- アニ×パラ〜あなたのヒーローは誰ですか〜（鶴見希衣）
- ダンジョンに出会いを求めるのは間違っているだろうかIV 深章 厄災篇（アミッド・テアサナーレ）
- アリス・ギア・アイギス Expansion（紺堂地衛理）
- 山田くんとLv999の恋をする（佐々木瑠奈、瑠璃姫）
- 青のオーケストラ（秋音律子）
- 異世界でチート能力を手にした俺は、現実世界をも無双する〜レベルアップは人生を変えた〜（仮面の女 / ルナ）
- デキる猫は今日も憂鬱（柴咲ゆり）
- 七つの魔剣が支配する（ヴェラ＝ミリガン）
- もののがたり（修復士）
- 百姓貴族（姪っ子、小学生B、女子高生、火星人〈メス〉）
- スパイ教室（ミランダ）
- 聖剣学院の魔剣使い（ロゼリア・イシュタリス）
- 陰の実力者になりたくて! 2nd season（メアリー）
- 鴨乃橋ロンの禁断推理（姉）

2024年
- 異世界でもふもふなでなでするためにがんばってます。（ネフェルティマ・オスフェ）
- 真の仲間じゃないと勇者のパーティーを追い出されたので、辺境でスローライフすることにしました2nd（ラベンダ）
- 勇気爆発バーンブレイバーン（ミユ・カトウ）
- 月が導く異世界道中 第二幕（音無響）
- 休日のわるものさん（シノノメピンク）
- 結婚指輪物語（2024年 - 、サフィール） - 2シリーズ
- Re:Monster（ゴブ美→ダム美→カナ美）
- ささやくように恋を唄う（橘香織）
- 先輩はおとこのこ（早瀬藍）
- この世界は不完全すぎる（ルゥ）
- わんだふるぷりきゅあ!（虹ヶ丘ましろ）
- ドラゴンボールDAIMA（チチ〈ミニ〉）
- アイドルマスター シャイニーカラーズ 2nd season（真山由佳）

2025年
- マジック・メイカー 〜異世界魔法の作り方〜（マリー）
- 外れスキル《木の実マスター》 〜スキルの実（食べたら死ぬ）を無限に食べられるようになった件について〜（花帽子）
- グリザイア:ファントムトリガー（鮫島黒江、ナタリー）
- 花は咲く、修羅の如く（牡丹鉾ぽここ）
- 日々は過ぎれど飯うまし（古館くれあ）
- 勘違いの工房主〜英雄パーティの元雑用係が、実は戦闘以外がSSSランクだったというよくある話〜（アクリ）
- 地獄先生ぬ〜べ〜（ゆきめ）
- 最後にひとつだけお願いしてもよろしいでしょうか（テレネッツァ・ホプキンス）
- キミと越えて恋になる（キサラ）

### 劇場アニメ
2010年代
- 魔女っこ姉妹のヨヨとネネ（2013年、ネネ）
- ラブライブ!The School Idol Movie（2015年、スクールアイドル）
- 心が叫びたがってるんだ。（2015年、北村）
- 劇場版selector destructed WIXOSS（2016年、小湊るう子）
- アイカツ! 〜ねらわれた魔法のアイカツ!カード〜（2016年、音城ノエル）
- 劇場版 FAIRY TAIL -DRAGON CRY-（2017年、リアナ）
- ニンジャバットマン（2018年、キャットウーマン）
- 映画 おしりたんてい カレーなる じけん（2019年、パオットの娘）

2020年代
- 映画 プリキュアミラクルリープ みんなとの不思議な1日（2020年、ラビリン）
- Tokyo 7th シスターズ -僕らは青空になる-（2021年、角森ロナ）
- ARIA The CREPUSCOLO（2021年、ゴンドラ女性客）
- 映画 ヒーリングっど♥プリキュア ゆめのまちでキュン!っとGoGo!大変身!!（2021年、ラビリン）
- 映画大好きポンポさん（2021年、ミスティア）
- シドニアの騎士 あいつむぐほし（2021年、融合個体管制官）
- わたしだけのお子さまランチ（2022年、ラビリン）
- 映画 プリキュアオールスターズF（2023年、虹ヶ丘ましろ / キュアプリズム、ラビリン）
- わんだふるぷりきゅあ!ざ・むーびー! ドキドキ♡ゲームの世界で大冒険!（2024年、虹ヶ丘ましろ / キュアプリズム）
- 映画 先輩はおとこのこ あめのち晴れ（2025年、早瀬藍）
- ヴァージン・パンク Clockwork Girl（2025年、神氷羽舞（オリジナル））
- 映画 キミとアイドルプリキュア♪ お待たせ!キミに届けるキラッキライブ!（2025年、虹ヶ丘ましろ / キュアプリズム）

### OVA
2014年
- 甘城ブリリアントパーク（2014年 - 2015年、千斗いすず）
- 12歳。（綾瀬花日） - 『ちゃお』2014年5,8,10,11,12月号付録

2015年
- ストライクウィッチーズ Operation Victory Arrow  vol.3 アルンヘムの橋（ローズ）
- ハイスクールD×D BorN（ロスヴァイセ） - DX.2 BD付限定版

2016年
- クイーンズブレイド グリムワール（キューエル）
- ビキニ・ウォリアーズOVA（'メイジ）
- モンスター娘のいる日常（2016年 - 2017年、ララ） - コミックス第11・12巻OAD付き特装版

2017年
- ブレイブウィッチーズ ペテルブルグ大戦略（雁淵ひかり）
- 『sin 七つの大罪』ショートアニメ「懺悔録」（ベルフェゴール） - Web未公開エピソード
- Lostorage conflated WIXOSS -missing link-（小湊るう子）

2018年
- ビキニ・ウォリアーズOVA2（メイジ）
- ゆらぎ荘の幽奈さん（2018年 - 2020年、荒覇吐呑子） - コミックス第11・12・24巻アニメBD同梱完全受注限定版
- 超アイドル伝説大森杏子（大森杏子） - 福島ガイナ

2020年
- ストライク・ザ・ブラッド IV（2020年、神木庭希未）
- ド級編隊エグゼロス（2020年 - 2021年、星乃雲母） - コミックス第11・12巻アニメBD同梱版

2021年
- ダンジョンに出会いを求めるのは間違っているだろうかIII（アミッド・テアサナーレ）

2022年
- 無職転生 〜異世界行ったら本気だす〜「エリスのゴブリン討伐」（エリス・ボレアス・グレイラット） - TV未放送エピソード

2023年
- OVA アズールレーン Queen's Orders（ユニコーン）

### Webアニメ
2010年代
- もうひとつの未来を。（2013年、フュート）
- ももくり（2015年、栗原雪）
- 『sin 七つの大罪』ショートアニメ「懺悔録」（2017年、ベルフェゴール）
- マウスどうぶつえん（2016年、マンボウのあい）
- アニメビーンズ むすんでひらいて（2018年、朝木日摩裏）
- きみの待つ未来（ばしょ）へ（2018年、美樹）
- 7SEEDS（2019年 - 2020年、鹿野くるみ） - 2シリーズ
- ガンダムビルドダイバーズRe:RISE（2019年 - 2020年、フレディ） - 2シリーズ

2020年代
- アイカツオンパレード！ドリームストーリー（2020年、音城ノエル）
- 先輩! 俺の声で癒されないでください!（2020年、アマネ））
- 英雄王、武を極めるため転生す 〜そして、世界最強の見習い騎士♀〜 ミニアニメ（2020年 - 2023年、ラフィニア）
- ガンダムビルドダイバーズ バトローグ（2020年、フレディ）
- ぜつめつきぐしゅんっ。（2020年、マンボウしゅん）
- 爆丸ジオガンライジング（2021年 - 2022年、クリスタル・ブルー）
- ヴァンパイア・イン・ザ・ガーデン （2022年、ミラナ）
- 爆丸エボリューションズ（2022年 - 2023年、クリスタル・ブルー）
- ガンダムビルドメタバース（2023年、マスカリージャ / マリア、フレディ）
- BULLET/BULLET（2025年、アフタヌーンティー）

### ゲーム
2011年
- BLAZBLUE CONTINUUM SHIFT EXTEND（オペレーター）
- Rewrite（ともこ）

2012年
- アイカツ!（アバターキャラ）
- シェルノサージュ〜失われた星へ捧ぐ詩〜（イオン〈イオナサル・ククルル・プリシェール〉）
- 白衣性恋愛症候群 RE:Therapy（クラリス）

2013年
- とってもE麻雀（椿野詩朱）
- シェルノサージュ〜失われた星へ捧ぐ詩〜RE:incarnation（イオン〈イオナサル・ククルル・プリシェール〉）
- MC☆あくしず -鋼鉄の戦姫-（スピットファイアMk.I / 富嶽 / シャーマン ファイアフライ ）

2014年
- アイカツ! 365日のアイドルデイズ（アバター・キュート）
- アルノサージュ〜生まれいずる星へ祈る詩〜（イオン〈イオナサル・ククルル・プリシェール〉）
- ウチの姫さまがいちばんカワイイ（花指姫 チェーレ・ブロッサム）
- 82Hブロッサム（佐藤彩乃）
- 御城プロジェクト（馬場城、七尾城、鶴崎城、水戸城）
- 俺の屍を越えてゆけ2（水母ノくらら、葦切四夜子）
- ガールフレンド（仮）（2014年 - 2023年、早見英子）
- カデンツァ フェルマータ アコルト：フォルテシモ（カメリア）
- 限界凸記 モエロクロニクル（マタリ）
- Rewrite（ともこ）
- 12歳。シリーズ（2014年 - 2017年、綾瀬花日） - 3作品
- 城姫クエスト（会津若松城、伊賀上野城、忍城、吉良上野介屋敷、勝瑞城、二条城、三崎城、明智城）
- 神撃のバハムート（2014年 - 2015年、メイジー、オルトロス）
- 精霊使いの剣舞〜DayDreamDuel〜（テルミヌス・エスト）
- Tokyo 7th シスターズ（2014年 - 2019年、角森ロナ）
- とってもE麻雀ぷらす（椿野詩朱）
- 虹色カノジョ
- 猫耳さばいばー!（マリアンネ 他）
- 恋鎖反応（結月みのり）

2015年
- ウィッチャー3 ワイルドハント（セリス・アン・クライト）
- うたわれるもの 偽りの仮面（ルルティエ）
- オルタンシア・サーガ -蒼の騎士団-（エルザ）
- 音速少女隊 -Photon Angels-（ルー、ミリー）
- クリミナルガールズ2（クロエ）
- 激闘! 三国英雄伝（貂蝉）
- けものフレンズ（コハクチョウ）
- ザクセスヘブン（クレア）
- 車なごコレクション（RX-8、CX-3）
- 戦魂 -SENTAMA-（お市）
- ディスワールド（リリ）
- 新次元ゲイム ネプテューヌVII（ゴッドイーターちゃん）
- 東亰ザナドゥ（郁島空）
- ドラゴンズドグマオンライン(女性ポーン)
- トラウマスター（富士原桜）
- なないろランガールズ（綾瀬菜々美）
- ネットハイ（逢坂真愛）
- ハイスクールD×D ソーシャルゲーム（ロスヴァイセ）
- ハイスクールD×D NEW FIGHT（ロスヴァイセ）
- VALKYRIE DRIVE BHIKKHUNI（越後屋）
- 白衣性愛情依存症（大幸なお）
- ビーナスイレブンびびっど!（2015年 - 2020年、早風ふうり、匂坂かおり、飛龍つぐみ、龍川ショウ、ロスヴァイセ）
- ファイアーエムブレムif（フローラ）
- ブレイブソード×ブレイズソウル（2015年 - 2019年、ロルリアンレット、ロール、イミティション＝ロール、キャンサル、イミティション＝ロール＝サンタ＝ピュア）
- 見習い魔女とモコモコフレンズ（ネネ）
- ゆるかみ!（千野池エンマ）
- 妖怪百姫たん!（座敷童、古椿）
- 嫁コレ（千斗いすず、ルルティエ）
- LORD of VERMILION ARENA（アセルス）

2016年
- アイカツスターズ! Myスペシャルアピール（アバター・キュート）
- ISLAND（山吹桃香）
- アカシックリコード（ライラ、タイターニア）
- UPPERS（竹林可憐）
- アドヴェントガール（孫権）
- あんさんぶるガールズ!!（長居ゆう）
- いけにえと雪のセツナ（セツナ）
- うたわれるもの 二人の白皇（ルルティエ）
- 御城プロジェクト:RE（水戸城、七尾城、鶴崎城、竹田城、岩国城、水府城、府内城、虎臥城）
- 学戦都市アスタリスクフェスタ（ユリス＝アレクシア・フォン・リースフェルト） - 2作品
- クイズRPG 魔法使いと黒猫のウィズ（ピノ・マリアンヌ）
- グランブルーファンタジー（2016年 - 2024年、コワフュール、シンダラ〈フアン & パイ〉）
- Cytus Ω（MIU）
- ザ・キング・オブ・ファイターズ（2016年 - 2022年、ユリ・サカザキ） - 3作品
- 消滅都市2（ナイチンゲール）
- 世界樹の迷宮V 長き神話の果て（リリ）
- ソウルワーカー（イリス・ユマ）
- ソラヒメ ACE VIRGIN -銀翼の戦闘姫-（Bf 110、B-52）
- チェインクロニクル（ルルティエ）
- 東亰ザナドゥ eX+（郁島空）
- トラウマスター∞（富士原桜）
- ドリフトガールズ（鈴田ヒカル）
- NOeSIS 羽化（天鳥那由多）
- VALKYRIE ANATOMIA-THE ORIGIN-（ノルン）
- ファントム オブ キル（2016年 - 2017年、アフロディーテ、ヤウラス）
- ブレイブリークロニクル（アリス）
- 編隊少女 -フォーメーションガールズ-（郷神楽）
- マギアコネクト（イリス・ライネス、リア・ファリアス）
- メダロット ガールズミッション（土御門ありす）
- 勇者死す。（リュー）
- ラストピリオド -終わりなき螺旋の物語-（エーリカ）
- リーリヤのおともだち（エステル）
- 輪華ネーション（メアリー・シェリー）
- レコラヴ Blue Ocean / Gold Beach（結菜）
- 征戦!エクスカリバー（ヘカテー、吸血鬼レオン・T）

2017年
- りっくじあーす（PAH-2ティーガー、Ⅵ号戦車ティーガーⅡ型）
- 陰陽師本格幻想RPG（童女）
- あくしず戦姫 〜戦場を駆ける乙女たち〜（陸奥、長門）
- ブルー リフレクション 幻に舞う少女の剣（森川更紗）
- 戦艦少女R（ネバダ、雪風、ロドニー）
- 封神ヒーローズ（不二）
- 戦国幻武〜本格軍勢バトル〜（高台院）
- ブレイブウィッチーズVR-Operation Baba_yaga-雪中迎撃戦（雁淵ひかり）
- アイカツ! フォトonステージ!!（音城ノエル）
- LORD of VERMILION IV（ミムリィ）
- 最終戦艦withラブリーガールズ（大和〈日本語版〉、エンタープライズ〈日本語版〉、ウィリアム・D・ポーター〈中文版〉、ル・ファンタスク〈日本語版〉、ザラ〈日本語版〉、アンナ〈日本語版〉）
- プリンセス・プリンシパル GAME OF MISSION（ジョセ・ローズバッド）
- エンドライド -X fragments-（カルラ）
- マギアレコード 魔法少女まどか☆マギカ外伝（2017年 - 2022年、矢宵かのこ、メリッサ）
- WHITEDAY 〜学校という名の迷宮〜（富永ひかり）
- アズールレーン（2017年 - 2024年、エクセター、ユニコーン、高雄、ルルティエ） - 2作品
- デスティニーチャイルド（ジャンヌ）
- 地球防衛軍5（少佐の部下）
- メギド72（2017年 - 2023年、ヴィネ、ゼパル）
- レイヤードストーリーズ ゼロ（レイチェル / カツマ、ネヴァン）
- REDSTONE2（バード）
- ファントムブレイド（ミヤビ）

2018年
- キングスレイド（フレイ、堕落 フレイ）
- 白猫プロジェクト（エマ・イングラム）
- アリス・ギア・アイギス（紺堂地衛理）
- グラフィティスマッシュ（エリーネ）
- アビス・ホライズン（ミンスク、カヴール、グラーフ・ツェッペリン）
- グリムノーツ Repage（チェシャ・ダイナ）
- アークザラッド R（セーラ）
- SNKヒロインズ 〜Tag Team Frenzy〜（ユリ・サカザキ）
- ファイアーエムブレム ヒーローズ（2018年 - 2025年、フローラ、エフラム〈幼少期〉、エーデルガルト）
- モン娘☆は〜れむ（ルイン）
- うたわれるもの斬（2018年 - 2021年、ルルティエ） - 2作品
- プレカトゥスの天秤（シャルロット・リンドストレーム）
- ましろウィッチ 真夜中のメルヒェン（朝日向万那）
- ゆらぎ荘の幽奈さん 湯けむり迷宮（荒覇吐呑子）
- ゴシックは魔法乙女〜さっさと契約しなさい!〜（2018年 - 2024年、ユニコーン、十六夜咲夜）
- わくわくファンタジー〜はるかな世界の物語〜（リーデ）
- ドラガリアロスト（ルクレツィア）
- ドールズフロントライン（一〇〇式）
- バハムートラビリンス（アグライア）

2019年
- リボルバーズエイト（クララ）
- 成り上がり 華と武の戦国（浅井江）
- CONCEPTION PLUS 俺の子供を産んでくれ!（アーフィー）
- イカロスM（リアラ）
- スーパーロボット大戦T（ラミィ・アマサキ）
- グリムエコーズ（フェアリー・ゴッドマザー）
- ゆらぎ荘の幽奈さん ドロロン温泉大紀行!（荒覇吐呑子）
- ラストイデア（ラ＝メルザ）
- トリカゴ スクラップマーチ（ジェリコ）
- ブラウンダスト（ラウラ）
- 永遠の七日（ボニー）
- MU：奇蹟の覚醒（聖導師）
- とある魔術の禁書目録 幻想収束（番外個体〈ミサカワースト〉）
- ファイアーエムブレム 風花雪月（エーデルガルト＝フォン＝フレスベルグ）
- ArkResona -アークレゾナ-（ナルコ・リーリエ）
- 姫麻雀（2019年 - 2020年、呂一萌、北田利池）
- 放置少女〜百花繚乱の萌姫たち〜（2019年 - 2020年、ユリ・サカザキ、酒呑童子、楊貴妃）
- 社長、バトルの時間です!（セララ・ド＝アザレア）
- アークオーダー（2019年 - 2020年、ヘスティア、アテナ）
- ボーダーレイン（キミコ）
- 桜降る代に決闘を（ユリナ）
- けものフレンズ3（ホワイトライオン）
- WAR OF THE VISIONS ファイナルファンタジー ブレイブエクスヴィアス 幻影戦争（ミランダ）
- アナザーエデン 時空を超える猫（ティラミス）
- うたわれるもの ロストフラグ（2019年 - 2023年、ルルティエ）

2020年
- 痛いのは嫌なので防御力に極振りしたいと思います。〜らいんうぉーず!〜（マイ）
- アークナイツ（フランカ、フロストリーフ）
- データカードダス アイカツオンパレード！（音城ノエル）
- 蒼藍の誓い ブルーオース（ウィチタ、綾波）
- けものフレンズ（ホワイトライオン）
- プリキュア つながるぱずるん（ラビリン）
- エースヴァージン: 再出撃（B-52）
- ステリアデイズ・ウィキッド（モモカ・クレベル）
- ロストディケイド（ツバキ）
- セイクリッドブレイド（ヴェネッサ）
- エコーズオブパンドラ（BAR M1918、シュトゥーカ、レオパルド）
- インディヴィジブル 闇を祓う魂たち（クシ&アルツン）
- ロハンM（ルーエル）
- ビビッドアーミー（サリィ）
- ロストアーク（エアダリン）
- セブンズストーリー（マイ）
- ヒーローカンターレ（ノーネーム）
- ワールドウィッチーズ UNITED FRONT（雁淵ひかり）
- CARAVAN STORIES（アンジィ）
- OCTOPATH TRAVELER 大陸の覇者（リンユウ）
- RANBU 三国志乱舞（2020年 - 2021年、徐庶、王異）
- Epic Seven（シルク）
- ドカポンUP! 夢幻のルーレット（ルルティエ）
- 原神（ロサリア）

2021年
- Fate/Grand Order（2021年 - 2022年、鬼一法眼）
- D.C.4 Fortunate Departures 〜ダ・カーポ4〜 フォーチュネイトデパーチャーズ（？？？）
- 無職転生 〜ゲームになっても本気だす〜（エリス・ボレアス・グレイラット）
- sin 七つの大罪 X-TASY（ベルフェゴール）
- ファンタジア・リビルド（ロスヴァイセ、千斗いすず）
- エクリプスサーガ（少姜）
- 少女廻戦 時空恋姫の万華境界へ（孫堅）
- 終末のアーカーシャ（ファーフナー）
- ナナリズムダッシュ（イオ）
- シノビマスター 閃乱カグラ NEW LINK（ロスヴァイセ）
- ラグナドール 妖しき皇帝と終焉の夜叉姫（貂）
- SINoALICE -シノアリス-（キャットウーマン）
- ドラゴンクエスト ダイの大冒険‐魂の絆‐（ピラちゃん）
- 鬼滅の刃 ヒノカミ血風譚（真菰）
- グランサガ（アケナト、チリア）
- 機動戦士ガンダム U.C. ENGAGE（2021年 - 2025年、マリ・プリザーヴ）

2022年
- モンスターストライク（2022年 - 2025年、真菰、アルビス）
- ソウルタイド（アンドレア）
- オリエント・アルカディア（蔡文姫）
- AI: ソムニウム ファイル ニルヴァーナ イニシアチブ（タマ）
- エターナルツリー（凛）
- ファイアーエムブレム無双 風花雪月（エーデルガルト＝フォン＝フレスベルグ）
- インフィニティソウルズ（東田朱葉）
- OCTOPATH TRAVELER 大陸の覇者（リンユウ）
- ポケモンマスターズEX（ラニュイ）
- 聖塔神記 トリニティトリガー（ノワル）
- ポーカーチェイス（ドクター・マリン）
- メメントモリ（アモール）
- クラッシュフィーバー（エリス）
- ユアマジェスティ（カマラ）
- チョコットランド（フラン）
- 勝利の女神:NIKKE（ルドミラ、ラプラス）
- Muse Dash（EI_Clear）

2023年
- ファイアーエムブレム エンゲージ（エーデルガルト）
- モンスターユニバース（レッタ）
- D.C.5 〜ダ・カーポ5〜（桜来瑞花）
- ブルーアーカイブ -Blue Archive-（2023年 - 2024年、歌住サクラコ）
- 英雄王、武を極めるため転生す〜ブレイブリーロード〜（ラフィニア・ビルフォード）
- ハツリバーブ（フロービラ）
- ダークテイルズ〜鏡と狂い姫〜（人魚姫）
- 404 GAME RE:SET -エラーゲームリセット-（アウトラン）
- 女神楽園 ガーデス・パラダイス（ルシファー）
- 無期迷途（ラミア）
- タワーオブスカイ（ファンファ）
- うちトレ 〜【最短4分】筋トレ&有酸素運動〜（メイ）
- 東方幻想エクリプス（十六夜咲夜）
- ドラゴンクエストモンスターズ3 魔族の王子とエルフの旅（ルーシア）

2024年
- アナザーコード リコレクション：2つの記憶 / 記憶の扉（ジャネット・ライス）
- D.C.5 Future Link 〜ダ・カーポ5〜 フューチャーリンク（桜来瑞花）
- ファントム オブ キル -オルタナティブ・イミテーション-（アフロディーテ）
- ユニコーンオーバーロード（リア）
- 東方スペルカーニバル（アリス・マーガトロイド）
- 百英雄伝（イーシャ）
- De:Lithe Last Memories（秋月ホタル）
- 護縁（ソールン）
- あんさんぶるスターズ!! Music / Basic（乙狩アドニス〈幼少期〉） - 2作品
- リバースブルー×リバースエンド（リリィ）
- ロマンシング サガ2 リベンジオブザセブン（テレーズ）
- 魔女のふろーらいふ（雲金海奈）

2025年
- モンスターハンターワイルズ（ハンター タイプ6）
- メモリーズオフ 双想 〜Not always true〜（天羽ねね）
- 餓狼伝説 City of the Wolves（メアリー、ユリ・サカザキ）
- 龍の国 ルーンファクトリー（モコロン）
- 妖怪ウォッチ ぷにぷに（エリス）
- 鬼滅の刃 ヒノカミ血風譚2（真菰）
- 牧場物語 Let's!風のグランドバザール（フレイヤ）
- みんなのGOLF WORLD（ユキノ）

時期未定
- 千年の旅（クリシュナ）

### デジタルコミック
2010年代
- Beeマンガ 近キョリ恋愛（2012年4月20日 - 2013年10月（全80話）、枢木類）
- Beeマンガ 主に泣いてます（2012年9月1日 - 2013年2月（全27話）、駒子）
- 動く！ モンでき。（2013年、江野本ぎずも ）※モンスターハンター4 ルーキーズ・ガイド付属DVD
- 地球の放課後（2014年、清美）
- ブレイブ フロンティア 第二話『新たなる脅威』（2017年、ティリス）
- どうやら私の身体は完全無敵のようですね（2020年、テュッテ）

2021年
- マジカル★エクスプローラー エロゲの友人キャラに転生したけど、ゲーム知識使って自由に生きる（リュディ）
- ブラッド・ドゥーム（柊ナツメ）
- 波原さんはぶちまけたい!（波原さん）

2022年
- めしかたらん!?（櫛田らいち）
- ぱちん娘。（ひかる）
- ケイヤクシマイ（青山めぐる）
- コンクリートと花（アン）
- 二度目の異世界、少年だった彼は年上騎士になり溺愛してくる（サラ）
- 末永くよろしくお願いします（鷹司輝）

2024年
- スライム聖女（エリン）

### ドラマCD
2012年
- シェルノサージュ〜失われた星へ捧ぐ詩〜 シェルノサージュ試練編幕間（イオン〈イオナサル・ククルル・プリシェール〉）
- 家電探偵は静かに嗤う。 月刊チャンピオンRED 2012年12月号付録（マジカルろり高生ミルンちゃん）

2013年
- 重要人物生態記録 Character profies Vol.1・2（イオン〈イオナサル・ククルル・プリシェール〉）
- 四百二十連敗ガール（女生徒） ※小説第2巻ドラマCD付き特装版
- 完パケ!ドラマCD 魔法少女ミラクルさとみん vol.3（カレー屋の店員）
- 犬とハサミは使いよう（大澤映見）※小説第7巻ドラマCD付き特装版

2014年
- 甘城ブリリアントパーク ドラマCD（千斗いすず）

2015年
- いおの様ファナティクス（アルジェント・エフェメール）※新装版コミック1, 2巻のドラマCD付き特装版
- 千年戦争アイギス 月下の花嫁（ヒカゲ）※小説第4巻 ドラマCD付き特装版
- ドラマCD ブラッディ+メアリー（ハイドラ）

2017年
- 妹さえいればいい。（白川京）
- Fate/Grand Order 英霊伝承ドラマCD 英霊伝承異聞 〜巌窟王 エドモン・ダンテス〜（コンチェッタ）
- ブレイブウィッチーズ（雁淵ひかり）
  - ウィッチーズ・ボイスレポートCD※BD&DVD 第1巻特典
  - ドラマCD「ブレイクアップ・ウィッチーズ」※BD&DVD 第3巻 先着予約・購入特典
  - 秘め歌コレクション 録り下ろしドラマCD※Vol.1&Vol.2 Amazon同時購入特典
  - 秘め歌コレクション Vol.3※ドラマパートのみ

- Z/X -Zillions of enemy X- NF DramaCD（2017年 - 2022年、アニムス） - 2作品
- ドラマCD ももくり（栗原雪）
- ゆめのロワイヤル ドラマCD（佐藤ゆめの）
- 碓氷と彼女とロクサンの。-最後の夜=始まりの灯-（白鳥明日香）

2020年
- ファイアーエムブレム エクストラドラマCD 風花雪月 〜士官学校 探索奇譚〜（エーデルガルト）

2021年
- 痛いのは嫌なので防御力に極振りしたいと思います。（マイ） - 小説第11巻 ドラマCD付き特装版
- サウンドドラマ 神様がうそをつく。（2021年、鈴村勇太） - 同人作品

### 吹き替え
- キリング・イヴ/Killing Eve シーズン1（2019年、イリーナ）
- 攻略うぉんてっど!〜異世界救います!?〜（2023年、エンヤァ[416]）
- ネコのクラちゃん Ordinary days（2025年、フルール フラ[417]）

### オーディオブック
- 『君と漕ぐ』シリーズ（2019年 - 2020年、朗読[418]）
- 流浪の月（2023年、母）

### オーディオドラマ
- 七つの大罪 罪の告白 電脳グリモワール（2016年 - 2017年、ベルフェゴール）
- ありふれた職業で世界最強 ボイスドラマ（2019年 - 2024年、畑山愛子） - 2シリーズ[一覧 32]
- 転生したら剣でした ABEMA限定配信ショートボイスドラマ（2022年、フラン）
- 二度目の異世界、少年だった彼は年上騎士になり溺愛してくる（2022年、サラ） - コミック第2巻QRコード
- 美醜あべこべ異世界で不細工王太子と結婚したい! （2024年、ココレット[419][420]） - 小説第1巻初回出荷限定特典

### ASMR
- 『マジカル★エクスプローラー エロゲの友人キャラに転生したけど、ゲーム知識使って自由に生きる』ASMR（2021年、リュディ） - 小説およびコミカライズ連動購入特典QRコード、法人別特典QRコード[421]
- こんな幼馴染がいてほしい～理想の幼馴染に癒されるASMR～（2022年、幼馴染ちゃん[422]）

### ラジオドラマ
- エクスタス・オンライン 「試聴版」および第2巻購入者特典「完全版」（2016年、朝霧凛々子[423]）
- 幼馴染の自動販売機にプロポーズした経緯について。（2016年、同級生、“ぼく”〈幼少時代〉[424]）
- 青熊将と恋する若妻 なんか変なのが嫁に来た。（2016年、フランソワ[425]）
- グリム&グリッティ（2017年、アリシア・グラスフィールド[426]）
- Swing!!（2018年、宮里はるか[427]）
- 真・三国志妹（2018年、孔明[428]）
- 連続ラジオ朗読劇 博多さっぱそうらん記（2021年、福町かなめ、RKBラジオ）
- 白間美瑠のサクラバシ919「ユアマジェスティ ボイスドラマ」（2022年、カマラ、ラジオ大阪）
- レコメン! ラジオドラマ『紡ぐ〜1%の初恋〜』（2024年、立花紬、文化放送）

### ラジオ
※はインターネット配信。
- アニメ探偵団3（2011年 - 2013年、高知放送・和歌山放送）[429]
- WEBたん。（2011年 - 2013年、上記「アニメ探偵団3」のYouTube配信ラジオ※）[430]
- 神ないラジオ〜紗友里と亜衣の日曜日〜（2013年、HiBiKi Radio Station※）[431]
- ラジオどっとあい 加隈亜衣 の かくまあい（2013年、AG-ON※、超!A&G+※）[432]
- selector radio WIXOSS（2014年 - 2016年、音泉※）[433]
- 甘城ブリリアントラジオ ぶりらじ（2014年、2015年、アニメ「甘城ブリリアントパーク」公式特設サイト※）[434]
- 俺の屍を越えてゆくラジオ（大和撫子編）（2014年、ファミ通特設サイト※）[435]
- 加隈亜衣・大西沙織のキャン丁目キャン番地（2015年 - 2023年、学研 超!アニメディア※）[436]
- 学戦都市アスタリスク〜電波星武祭〜（2015年 - 2016年、音泉※）[437]
- なないろラジオガールズREPEAT（2015年、YouTube※・音泉※・HiBiKi Radio Station※、アニメイトTV※）[438]
- ももくりラジオ 雪とのりかの放課後トーク（2015年 - 2016年、comico※）[439]
- 迷家‐マヨイガ‐「納鳴村 村役場広報課」（2016年、音泉※）[440]
- ももくりラジオ 〜私たちのラジオ「変」ですか?〜（2016年、HiBiKi Radio Station※）[441]
- ラジオレコラヴ!〜ドキドキアップロード♪〜（2016年 - 2017年、音泉※）[442]
- レディオワーク・プラネット〜時計仕掛けのラジオ〜（2017年、音泉※）[443]
- 加隈亜衣のとに"かくま"ずやってみよう！（2017年、マンガPark※）[444]
- 妹と加隈亜衣と藤田茜とラジオさえあればいい。（2017年、HiBiKi Radio Station※）[445]
- Yostar presents 加隈亜衣のアズールレーディオ（2018年、文化放送、超!A&G+※）[446]
- radio WIXOSS -conflated edition-（2018年、音泉※）[447]
- 加隈亜衣と種﨑敦美のちかっぱしんけん!（2019年 - 2022年、RKBラジオ、ニコニコチャンネル※）
- ひだかくま（2020年 - 2025年、超!A&G+※）[448]
- -NEWS- ド級編隊エグゼロス（2020年、音泉※）[449]
- 転生したら剣でした 師匠、一緒にラジオする（2022年、音泉※）
- 超！A&G＋ × ABEMAアニメ Special Radio Program〜「転生したら剣でした」SP〜（2022年、超!A&G+※、ABEMA※）[450]
- Aiming presents 加隈亜衣・森なな子のチームキャラバン ラジオベース（2023年 - 2025年、文化放送、超!A&G+※）[451]

### ラジオCD
- ラジオCD「selector radio WIXOSS」 Vol.1 - 5（2014年 - 2015年）
- ラジオCD「学戦都市アスタリスク〜電波星武祭〜」 Vol.1 - 3（2016年）
- DJCD「学戦都市アスタリスク〜電波星武祭〜」告白星武祭（2016年）
- 加隈亜衣・大西沙織のキャン丁目キャン番地 Vol.1 - 6（2016年 - 2018年）
- らじお ももくりラジオ 雪とのりかの放課後トーク（2016年）
- ラジオ ももくりラジオ〜私たちのラジオ「変」ですか?〜（2017年）

### CM・PV
- 月刊コミックゼノン『ブレイク』（千香子CV / YouTube / 2012年6月20日[要出典]）[452][リンク切れ]
- ファミ通文庫 ナレーション（2013/2/28ver）[3]
- こっこ（〜抹茶こっこ篇〜）[453]
- げんしけん二代目 ナレーション（2013/7月 - ）
- スターチャイルド ラジオCM（2013/8月 - ）
- HJ文庫放送部 番組ナビゲーター（2015年3月 - 2017年2月）[454]
- のけもの王子とバケモノ姫 音声付きスペシャルPV（2019年、ミサキ[455]）
- 『先輩！俺の声で癒やされないでください！』新連載記念PV（2020年、笹谷木アマネ / メイド[456]）
- 英雄王、武を極めるため転生す 〜そして、世界最強の見習い騎士♀〜PV（2020年、ラフィニア[161]）
- 『シャドークロス』新連載PV（2020年、赤城冬美[457]）
- 『後宮妃の管理人』PV（2021年、珀優蘭[458]）
- 王様のプロポーズ ヒロイン告白PV（2022年、烏丸黒衣）
- 少年のアビス（2023年、秋山朔子（チャコ））
- スライム聖女 PV（2024年、エリン[459]）
- 美醜あべこべ異世界で不細工王太子と結婚したい! PV（2024年、ココレット[420]）

### ナレーション
- アークシステムワークス おきらくシリーズPV[3]

### テレビ番組
※はインターネット配信。
- 7次元通信（2012年7月20日 - 11月16日、シェルノサージュ公式サイト※・HiBiKi Radio Station※・ニコニコ動画ガストチャンネル※）
- ARMORED CORE VERDICT DAY [the DEPTH]（2013年4月12日 - 8月10日、上官CV・Ustream※）[460]
- 映見とマキシは使いよう（2013年6月14日 - 9月30日、ニコニコ動画※〈#1〉、ニコニコ生放送※〈#2 - 〉）[461][注 1]
- 「げんしけん二代目」サークル室雑談会（2013年7月6日 - 9月28日、ニコニコ生放送※・バンダイチャンネル※）[464]
- 神ないナビゲート番組 紗友里と亜衣のまだまだ日曜日（2013年7月8日 - 9月22日、TVアニメ『神さまのいない日曜日』公式サイト※）[465]
- 精霊使いの生剣舞<ナマダン>（2014年5月14日 - 9月10日、ニコニコ生放送※）
- selector infected WIXOSS ニコ生スペシャル（2014年7月26日 - 9月12日、ニコニコ生放送※）
- HJ文庫放送部（2015年3月 - 2017年2月23日、YouTube※・ホビージャパン公式サイト 限定フルバージョン、店頭公開バージョン[466]）[467][468]
- ハイスクールD×D BorN 宣伝番組「D×Dステーション」（2015年3月20日 - 7月26日、ハイスクールD×D BorN公式サイト※・HiBiKi Radio Station※）
- 学戦都市アスタリスク」1st〜4thミーティング（2015年8月22日 - 2016年4月2日、ニコニコ生放送※）
- ブレイブウィッチーズ 扶桑皇国チャンネル第502統合戦闘航空団広報活動（生）（2016年10月6日 - 、ニコニコ生放送※）
- GACKTプロデュース！POKER×POKER〜業界タイマントーナメント（2018年5月 - 、AbemaTV※）説メイド・ダイヤちゃん役、ナレーション

### 映像商品
- 金朋声優ラボ Vol.4（2014年）ゲスト[469]
- 声優散歩〜加隈亜衣〜（2015年）
- 「ブレイブウィッチーズ」エンディング・テーマ コレクション DVD付き限定盤（2016年）[470]※キャスト対談
- Tokyo 7th Sisters Memorial Live in NIPPON BUDOKAN “Melody in the Pocket”（2019年2月）[471]
- t7s 4th Anniversary Live -FES!! AND YOUR LIGHT- in Makuhari Messe（2019年7月）[472]
- t7s 5th Anniversary Live -SEASON OF LOVE- in Makuhari Messe（2020年3月）[473]

### キャラクター
- ハローキティといっしょ!×嫁コレ キティラーファイブオーディション オリジナル超キティラー（2012年、雅咲久耶[474]）
- こっこ（2013年、抹茶こっこちゃん[475]）
- リーボック（2020年、INSTAPUMP FURY OG FX3133 / ミイ[476]）

### 音声ガイド
- 全プリキュア展〜20th Anniversary Memories〜（サンシャインシティ（2023年2月1日 - 2月19日）、ほか全国各地） - 虹ヶ丘ましろ / キュアプリズム[477]

### 舞台
- 朗読で描く海外名作シリーズ 音楽朗読劇「レ・ミゼラブル」（2021年7月17日、KAAT神奈川芸術劇場） - コゼット 役 ほか[478]
- 天津向プロデュース 声優×芸人 朗読劇「WARAI-GOE」（2021年11月7日、紀伊國屋ホール）[479]
- 舞台版 『マーダー☆ミステリー 〜探偵・斑目瑞男の事件簿〜』（2021年12月3日、浅草花劇場） - 降霊術師 鷲尾泉 役
- 朗読劇『彼がお酒をやめたわけ』（2022年2月26日、オルタナティブシアター） - リョーコ 役
- -音読 Stage-Story of Songs Track1 ORANGE RANGE（2023年2月12日、ヒューリックホール東京）[480]
- READPIA朗読劇「転生王女と天才令嬢の魔法革命」（2023年9月30日 - 10月1日、草月ホール） - イリア・コーラル 役
- 戯曲音劇 ロミオとジュリエット（2024年8月31日、なかのZERO） - ジュリエット 役[481]）

### その他コンテンツ
- KAKUMA'S WISH（雑誌コラム / 電撃PlayStation vol.519〈2012年6/14号〉 - Vol.550〈2013年9/26号〉、Vol.576〈2014年10/30号〉、Vol.637〈2017年5/11号〉）[3][482][483][484]
- 隔週刊「ボカロPになりたい！」 ライブラリ（2014年、オリジナルボーカロイド「Rana」[485]）
- どようびも！ヒーリングアニマルTV（2020年 - 2021年、ラビリン）
- シャープ「COCORO VOICE」空気清浄機・ホットクック・ヘルシオ用カスタムボイス（2023年、虹ヶ丘ましろ / キュアプリズム[486]）

## ディスコグラフィ

### キャラクターソング
| 発売日         | 商品名 | 歌 | 楽曲                                                                                       | 備考                                                                     |
| -------------- | --- | --- | ------------------------------------------------------------------------------------------ | ------------------------------------------------------------------------ |
| 2013年7月17日  | わんわんわんわんN_1!!                                                                                            | 犬っ娘くらぶ | 「わんわんわんわんN_1!!」                                                                  | テレビアニメ『犬とハサミは使いよう』オープニングテーマ                   |
| 2013年8月7日   | アオくユレている                                                                                                 | 荻上千佳（山本希望）、吉武莉華（上坂すみれ）、矢島美怜（内山夕実）、波戸賢二郎（加隈亜衣） | 「アオくユレている」                                                                       | テレビアニメ『げんしけん二代目』エンディングテーマ                       |
| 2013年8月7日   | アオくユレている                                                                                                 | 荻上千佳（山本希望）、吉武莉華（上坂すみれ）、矢島美怜（内山夕実）、波戸賢二郎（加隈亜衣） | 「ハレルヤ ハレルヒ」                                                                      | テレビアニメ『げんしけん二代目』関連曲                                   |
| 2013年8月21日  | 犬とハサミは使いよう キャラクターソング4「ごめんなさい、私なんかが歌ってしまってほんとうにごめんなさい」大澤映見 | 大澤映見（加隈亜衣） | 「ごめんなさい、私なんかが歌ってしまってほんとうにごめんなさい」 「わんわんわんわんN_1!!」 | テレビアニメ『犬とハサミは使いよう』関連曲                               |
| 2013年12月11日 | げんしけん二代目 MEBAETAME Music Collection vol.3                                                                | 波戸賢二郎（加隈亜衣、山本和臣） | 「ただ見つめてるだけ」 「アオくユレている」                                                | テレビアニメ『げんしけん二代目』関連曲                                   |
| 2014年7月23日  | 精霊剣舞祭 | にーそっくすす | 「精霊剣舞祭」                                                                             | テレビアニメ『精霊使いの剣舞』エンディングテーマ                         |
| 2014年7月23日  | 精霊剣舞祭 | にーそっくすす | 「KN33S0XXX」                                                                              | テレビアニメ『精霊使いの剣舞』関連曲                                     |
| 2014年7月23日  | 祝祭のエレメンタリア                                                                                             | にーそっくすす | 「祝祭のエレメンタリア」                                                                   | テレビアニメ『精霊使いの剣舞』イメージソング                             |
| 2014年10月8日  | 精霊使いの剣舞 BD・DVD第1巻特典CD                                                                                | にーそっくすす | 「刻印讃歌」                                                                               | テレビアニメ『精霊使いの剣舞』関連曲                                     |
| 2014年11月5日  | 精霊使いの剣舞 BD・DVD第2巻特典CD                                                                                | テルミヌス・エスト（加隈亜衣） | 「Dance In Dreams」 「Holy Domain」                                                        | テレビアニメ『精霊使いの剣舞』関連曲                                     |
| 2014年11月19日 | 甘城ブリリアントパーク キャラクターソング集                                                                      | 千斗いすず（加隈亜衣） | 「TriCKaRt HeARt」                                                                         | テレビアニメ『甘城ブリリアントパーク』関連曲                             |
| 2014年12月28日 | t7s Longing for summer                                                                                           | WITCH NUMBER 4 | 「PRIZM♪RIZM」                                                                             | ゲーム『Tokyo 7th シスターズ』関連曲                                     |
| 2015年3月4日   | 精霊使いの剣舞 BD・DVD第6巻特典CD                                                                                | にーそっくすす | 「Holy Domain」                                                                            | テレビアニメ『精霊使いの剣舞』関連曲                                     |
| 2015年4月22日  | 合言葉はミラクル！                                                                                               | 可児江西也（内山昂輝）、千斗いすず（加隈亜衣） | 「合言葉はミラクル！」                                                                     | テレビアニメ『甘城ブリリアントパーク』関連曲                             |
| 2015年5月20日  | H-A-J-I-M-A-L-B-U-M-!!                                                                                           | 777☆SISTERS | 「H-A-J-I-M-A-R-I-U-T-A-!!」 「Cocoro Magical」 「KILL☆ER☆TUNE☆R」                         | ゲーム『Tokyo 7th シスターズ』関連曲                                     |
| 2015年5月20日  | H-A-J-I-M-A-L-B-U-M-!!                                                                                           | WITCH NUMBER 4 | 「SAKURA」                                                                                 | ゲーム『Tokyo 7th シスターズ』関連曲                                     |
| 2015年7月24日  | ミカグラ学園組曲 BD・DVD第2巻特典CD                                                                              | 射水アスヒ（加隈亜衣） | 「十六夜シーイング」                                                                       | テレビアニメ『ミカグラ学園組曲』関連曲                                   |
| 2015年7月29日  | 僕らは青空になる/FUNBARE☆RUNNER                                                                                  | 777☆SISTERS | 「僕らは青空になる」 「FUNBARE☆RUNNER」                                                    | ゲーム『Tokyo 7th シスターズ』関連曲                                     |
| 2015年9月16日  | 心が叫びたがってるんだ。 オリジナルサウンドトラック                                                              | 悪い妖精 | 「燃えあがれ」                                                                             | 劇場アニメ『心が叫びたがってるんだ。』劇中歌                             |
| 2015年9月16日  | 心が叫びたがってるんだ。 オリジナルサウンドトラック                                                              | 少女［仁藤菜月（雨宮天）］、街の人々 | 「word word word」                                                                         | 劇場アニメ『心が叫びたがってるんだ。』劇中歌                             |
| 2015年9月16日  | 心が叫びたがってるんだ。 オリジナルサウンドトラック                                                              | 少女［仁藤菜月（雨宮天）］、王子［坂上拓実（内山昂輝）］、世界の人々 | 「あなたの名前を呼ぶよ」                                                                   | 劇場アニメ『心が叫びたがってるんだ。』劇中歌                             |
| 2015年12月9日  | Snow in “I love you”                                                                                             | 777☆SISTERS | 「Snow in “I love you”」                                                                   | ゲーム『Tokyo 7th シスターズ』関連曲                                     |
| 2016年12月21日 | TVアニメ「ブレイブウィッチーズ」エンディング・テーマ コンプリート・コレクション                                  | 雁淵ひかり（加隈亜衣）、雁淵孝美（末柄里恵） | 「LITTLE WING〜Spirit of LINDBERG〜 Vol.1」                                                | テレビアニメ『ブレイブウィッチーズ』エンディングテーマ                   |
| 2016年12月21日 | TVアニメ「ブレイブウィッチーズ」エンディング・テーマ コンプリート・コレクション                                  | 雁淵孝美（末柄里恵）、雁淵ひかり（加隈亜衣） | 「LITTLE WING〜Spirit of LINDBERG〜 Vol.2」                                                | テレビアニメ『ブレイブウィッチーズ』エンディングテーマ                   |
| 2016年12月21日 | TVアニメ「ブレイブウィッチーズ」エンディング・テーマ コンプリート・コレクション                                  | 雁淵ひかり（加隈亜衣）、ニッカ・エドワーディン・カタヤイネン（高森奈津美）、管野直枝（村川梨衣） | 「LITTLE WING〜Spirit of LINDBERG〜 Vol.3」                                                | テレビアニメ『ブレイブウィッチーズ』エンディングテーマ                   |
| 2016年12月21日 | TVアニメ「ブレイブウィッチーズ」エンディング・テーマ コンプリート・コレクション                                  | エディータ・ロスマン（五十嵐裕美）、雁淵ひかり（加隈亜衣） | 「LITTLE WING〜Spirit of LINDBERG〜 Vol.4」                                                | テレビアニメ『ブレイブウィッチーズ』エンディングテーマ                   |
| 2016年12月21日 | TVアニメ「ブレイブウィッチーズ」エンディング・テーマ コンプリート・コレクション                                  | ニッカ・エドワーディン・カタヤイネン（高森奈津美）、雁淵ひかり（加隈亜衣） | 「LITTLE WING〜Spirit of LINDBERG〜 Vol.7」                                                | テレビアニメ『ブレイブウィッチーズ』エンディングテーマ                   |
| 2016年12月21日 | TVアニメ「ブレイブウィッチーズ」エンディング・テーマ コンプリート・コレクション                                  | 管野直枝（村川梨衣）、雁淵ひかり（加隈亜衣） | 「LITTLE WING〜Spirit of LINDBERG〜 Vol.9」                                                | テレビアニメ『ブレイブウィッチーズ』エンディングテーマ                   |
| 2016年12月21日 | TVアニメ「ブレイブウィッチーズ」エンディング・テーマ コンプリート・コレクション                                  | グンドュラ・ラル（佐藤利奈）、雁淵孝美（末柄里恵）、雁淵ひかり（加隈亜衣） | 「LITTLE WING〜Spirit of LINDBERG〜 Vol.10」                                               | テレビアニメ『ブレイブウィッチーズ』エンディングテーマ                   |
| 2016年12月21日 | TVアニメ「ブレイブウィッチーズ」エンディング・テーマ コンプリート・コレクション                                  | 雁淵ひかり（加隈亜衣）、雁淵孝美（末柄里恵）、管野直枝（村川梨衣）、ニッカ・エドワーディン・カタヤイネン（高森奈津美）、ヴァルトルート・クルピンスキー（石田嘉代）、アレクサンドラ・イワーノヴナ・ポクルイーシキン（原由実）、ジョーゼット・ルマール（照井春佳）、下原定子（水谷麻鈴）、エディータ・ロスマン（五十嵐裕美）、グンドュラ・ラル（佐藤利奈） | 「LITTLE WING〜Spirit of LINDBERG〜 Vol.12」                                               | テレビアニメ『ブレイブウィッチーズ』エンディングテーマ                   |
| 2017年1月1日   | 城姫クエスト | 会津若松城（加隈亜衣） | 「桜花爛漫」                                                                               | ゲーム『城姫クエスト 極』関連曲                                          |
| 2017年3月8日   | ブレイブウィッチーズ 秘め歌コレクション Vol.1                                                                    | 雁淵ひかり（加隈亜衣） | 「MY HERO」 「LITTLE WING〜Spirit of LINDBERG〜」                                          | テレビアニメ『ブレイブウィッチーズ』関連曲                               |
| 2017年3月8日   | ブレイブウィッチーズ 秘め歌コレクション Vol.1                                                                    | 雁淵ひかり（加隈亜衣）、雁淵孝美（末柄里恵） | 「カラフルライフ」 「ブレイブ・ハート」                                                    | テレビアニメ『ブレイブウィッチーズ』関連曲                               |
| 2017年4月19日  | t7s Longing for summer Again And Again 〜ハルカゼ〜                                                              | 777☆SISTERS | 「ハルカゼ〜You were here〜」                                                              | ゲーム『Tokyo 7th シスターズ』関連曲                                     |
| 2017年6月28日  | sin 七つの大罪 BD・DVD第1巻特典CD                                                                                | ベルフェゴール（加隈亜衣） | 「もうどぉもぷにぱにゃモード」                                                             | テレビアニメ『sin 七つの大罪』挿入歌                                     |
| 2017年7月12日  | ブレイブウィッチーズ 秘め歌コレクション Vol.6                                                                    | 雁淵ひかり（加隈亜衣）、エディータ・ロスマン（五十嵐裕美） | 「Eternal Bonds」                                                                          | テレビアニメ『ブレイブウィッチーズ』関連曲                               |
| 2017年7月12日  | ブレイブウィッチーズ 秘め歌コレクション Vol.6                                                                    | 雁淵ひかり（加隈亜衣）、管野直枝（村川梨衣） | 「Rock ON!!」                                                                              | テレビアニメ『ブレイブウィッチーズ』関連曲                               |
| 2017年7月12日  | ブレイブウィッチーズ 秘め歌コレクション Vol.6                                                                    | 雁淵ひかり（加隈亜衣）、サーニャ・V・リトヴャク（門脇舞以）、エイラ・イルマタル・ユーティライネン（大橋歩夕） | 「LITTLE WING 〜Spirit of LINDBERG〜 Vol.13」                                              | テレビアニメ『ブレイブウィッチーズ』エンディングテーマ                   |
| 2017年8月13日  | スタートライン/STAY☆GOLD                                                                                         | 777☆SISTERS | 「スタートライン」 「STAY☆GOLD」                                                           | ゲーム『Tokyo 7th シスターズ』関連曲                                     |
| 2017年9月17日  | Z/X -Zillions of enemy X- NF DramaCD (12)「さみしがりアニムスとぬいぐるみフレンズ」                              | アニムス（加隈亜衣） | 「寂しがり子悪魔」                                                                         | ドラマCD『Z/X』関連曲                                                    |
| 2017年12月13日 | 此花亭の四季 | 此花亭仲居の会 | 「春ウララ、君ト咲キ誇ル」                                                                 | テレビアニメ『このはな綺譚』エンディングテーマ                           |
| 2017年12月13日 | 此花亭の四季 | 櫻（加隈亜衣）、桐（沼倉愛美） | 「茜空、君舞フ紅葉ノ散歩道」                                                               | テレビアニメ『このはな綺譚』エンディングテーマ                           |
| 2017年12月25日 | アニメガタリズ-コンプリートBlu-ray BOX- 特典CD                                                                   | eye（加隈亜衣） | 「鼓動、カタルシス」                                                                       | テレビアニメ『アニメガタリズ』挿入歌                                     |
| 2018年1月24日  | 『クジラの子らは砂上に歌う』 オリジナルサウンドトラック 心（きろく） 〜Record〜                                  | エマ（加隈亜衣） | 「光の唄」                                                                                 | テレビアニメ『クジラの子らは砂上に歌う』挿入歌                           |
| 2018年1月26日  | 妹さえいればいい。 Blu-ray BOX 上巻特典CD                                                                        | 白川京（加隈亜衣） | 「未来へのコンパス」                                                                       | テレビアニメ『妹さえいればいい。』関連曲                                 |
| 2018年7月4日   | THE STRAIGHT LIGHT                                                                                               | WITCH NUMBER 4 | 「星屑☆シーカー」                                                                          | ゲーム『Tokyo 7th シスターズ』関連曲                                     |
| 2018年9月6日   | SNKヒロインズ Tag Team Frenzy 初回特典CD「SPECIAL SOUNDTRACK」                                                   | ユリ・サカザキ（加隈亜衣） | 「Calling Heart」                                                                          | ゲーム『SNKヒロインズ Tag Team Frenzy』エンディングテーマ                |
| 2018年9月16日  | アズールレーン キャラクターソング #01                                                                            | ユニコーン（加隈亜衣） | 「My night」                                                                               | ラジオ『Yostar presents 加隈亜衣のアズールレーディオ』エンディングテーマ |
| 2018年10月10日 | MELODY IN THE POCKET                                                                                             | 777☆SISTERS | 「MELODY IN THE POCKET」                                                                   | ゲーム『Tokyo 7th シスターズ』関連曲                                     |
| 2018年10月24日 | あくまで恋煩い                                                                                                   | ベルゼブブ（大西沙織）、ベルフェゴール（久野美咲）、サルガタナス（加隈亜衣） | 「あくまで恋煩い」                                                                         | テレビアニメ『ベルゼブブ嬢のお気に召すまま。』エンディングテーマ         |
| 2018年10月24日 | あくまで恋煩い サルガタナス盤                                                                                    | サルガタナス（加隈亜衣） | 「あくまで恋煩い」 「可愛い♡らんでぶー」                                                   | テレビアニメ『ベルゼブブ嬢のお気に召すまま。』関連曲                     |
| 2018年10月24日 | ゆらぎ荘の幽奈さん BD・DVD第2巻特典CD                                                                            | 荒覇吐呑子（加隈亜衣） | 「真夜中の恋人」                                                                           | テレビアニメ『ゆらぎ荘の幽奈さん』関連曲                                 |
| 2018年11月28日 | セーラー服と機関銃                                                                                               | アーフィー（加隈亜衣） | 「セーラー服と機関銃」                                                                     | テレビアニメ『CONCEPTION』第8話エンディングテーマ                        |
| 2019年2月27日  | トリカゴ スクラップマーチ キャラクターソング UNIT2 終末世界ボールルーム                                          | TWIN-CRUE l MIRROR-CREW | 「終末世界ボールルーム」                                                                   | ゲーム『トリカゴ スクラップマーチ』関連曲                                |
| 2019年3月27日  | ベルゼブブ嬢のお気に召すまま。 BD・DVD第4巻特典CD                                                                | サルガタナス（加隈亜衣）、エウリノーム（赤﨑千夏） | 「麗しきセカイで」                                                                         | テレビアニメ『ベルゼブブ嬢のお気に召すまま。』関連曲                     |
| 2019年5月29日  | ベルゼブブ嬢のお気に召すまま。 BD・DVD第6巻特典CD                                                                | ベルゼブブ（大西沙織）、ベルフェゴール（久野美咲）、サルガタナス（加隈亜衣） | 「いつの魔にやらふぉーりんYOU」                                                            | テレビアニメ『ベルゼブブ嬢のお気に召すまま。』関連曲                     |
| 2019年6月19日  | NATSUKAGE -夏陰-                                                                                                 | 777☆SISTERS | 「NATSUKAGE -夏陰-」 「夏のビードロ☆シンフォニー」                                         | ゲーム『Tokyo 7th シスターズ』関連曲                                     |
| 2019年9月11日  | 新ワールドウィッチーズシリーズ秘め歌コレクション特別版 ヘルシンキ篇                                              | 雁淵ひかり（加隈亜衣） | 「前略、一番会いたい人へ。」                                                               | 『ワールドウィッチーズ』関連曲                                           |
| 2019年11月20日 | UP-DATE × PLEASE!!! ver 3.4.5                                                                                    | 早乙女三沙（清水彩香）、早乙女四乃（逢田梨香子）、早乙女五夜（加隈亜衣） | 「UP-DATE × PLEASE!!! ver 3.4.5」                                                          | テレビアニメ『戦×恋』エンディングテーマ                                  |
| 2019年11月20日 | UP-DATE × PLEASE!!! ver 3.4.5                                                                                    | 早乙女一千花（内山夕実）、早乙女二葉（原由実）、早乙女三沙（清水彩香）、早乙女四乃（逢田梨香子）、早乙女五夜（加隈亜衣）、早乙女六海（日高里菜）、早乙女七樹（本渡楓）、早乙女八雲（河瀬茉希）、早乙女九瑠璃（小岩井ことり） | 「UP-DATE × PLEASE!!!!!!!!!」                                                              | テレビアニメ『戦×恋』関連曲                                              |
| 2019年11月20日 | UP-DATE × PLEASE!!! ver 3.4.5                                                                                    | 早乙女五夜（加隈亜衣） | 「Please chain my heart」                                                                  | テレビアニメ『戦×恋』関連曲                                              |
| 2019年11月20日 | UP-DATE × PLEASE!!! 全巻購入特典CD                                                                               | 早乙女一千花（内山夕実）、早乙女二葉（原由実）、早乙女三沙（清水彩香）、早乙女四乃（逢田梨香子）、早乙女五夜（加隈亜衣）、早乙女六海（日高里菜）、早乙女七樹（本渡楓）、早乙女八雲（河瀬茉希）、早乙女九瑠璃（小岩井ことり）、亜久津拓真（広瀬裕也） | 「UP-DATE × PLEASE!!!!!!!!! Ver. X」                                                       | テレビアニメ『戦×恋』関連曲                                              |
| 2019年12月4日  | ありふれた職業で世界最強 キャラソンミニアルバム                                                                  | 畑山愛子（加隈亜衣） | 「Harvest」                                                                                | テレビアニメ『ありふれた職業で世界最強』挿入歌                           |
| 2019年12月4日  | TVアニメーション『アズールレーン』キャラクターソングシングル Vol.6 ユニコーン                                    | ユニコーン（加隈亜衣） | 「エール・フォー・オール」 「悠久のカタルシス」                                            | テレビアニメ『アズールレーン』関連曲                                     |
| 2020年3月25日  | TVアニメーション『アズールレーン』バディキャラクターソングシングル Vol.4 愛宕 & 高雄                             | 愛宕（茅野愛衣）、高雄（加隈亜衣） | 「逆鱗乱舞!!」 「悠久のカタルシス」                                                        | テレビアニメ『アズールレーン』関連曲                                     |
| 2020年7月8日   | ヒーリングっど♥プリキュア ボーカルアルバム 〜Voice of life〜                                                     | 花寺のどか（悠木碧）、ラビリン（加隈亜衣） | 「ワタシBlooming」                                                                         | テレビアニメ『ヒーリングっど♥プリキュア』関連曲                          |
| 2020年8月19日  | Lost emotion | 星乃雲母（加隈亜衣） | 「Lost emotion」                                                                           | テレビアニメ『ド級編隊エグゼロス』エンディングテーマ                     |
| 2020年8月26日  | ECHOES | 一〇〇式（加隈亜衣） | 「いざゆけ！清く、かわゆく、美しく」                                                       | ゲーム『ドールズフロントライン』関連曲                                   |
| 2020年9月16日  | ド級編隊エグゼロス BD・DVD第1巻 完全生産限定版特典CD                                                             | 星乃雲母（加隈亜衣） | 「とびっきり☆キラリ」                                                                      | テレビアニメ『ド級編隊エグゼロス』関連曲                                 |
| 2020年11月25日 | Across the Rainbow                                                                                               | 777☆SISTERS | 「Across the Rainbow」 「リボン」                                                          | ゲーム『Tokyo 7th シスターズ』関連曲                                     |
| 2020年11月25日 | Across the Rainbow                                                                                               | 777☆SISTERS | 「Departures -あしたの歌-」                                                                | アニメ『Tokyo 7th シスターズ -僕らは青空になる-』主題歌                  |
| 2021年4月7日   | ワールドウィッチーズ発進しますっ！ 第502統合戦闘航空団発進しますっ！                                             | 雁淵ひかり（加隈亜衣）、雁淵孝美（末柄里恵） | 「Awesome days!」                                                                          | テレビアニメ『ワールドウィッチーズ発進しますっ！』エンディングテーマ     |
| 2021年4月7日   | ワールドウィッチーズ発進しますっ！ 第502統合戦闘航空団発進しますっ！                                             | 第502統合戦闘航空団 | 「Awesome days!」                                                                          | テレビアニメ『ワールドウィッチーズ発進しますっ！』エンディングテーマ     |
| 2021年7月21日  | ワールドウィッチーズ 秘め歌コレクション オラーシャ北西部篇                                                       | 雁淵ひかり（加隈亜衣）、 管野直枝（村川梨衣）、 ニッカ・エドワーディン・カタヤイネン（高森奈津美） | 「Our own way」                                                                            | 『ワールドウィッチーズ』関連曲                                           |
| 2021年7月21日  | ワールドウィッチーズ 秘め歌コレクション オラーシャ北西部篇                                                       | 雁淵ひかり（加隈亜衣） | 「風のキズナ」 「Awesome days!」                                                           | 『ワールドウィッチーズ』関連曲                                           |
| 2023年7月19日  | 『ひろがるスカイ！プリキュア』ボーカルアルバム 〜FLY TOGETHER!!!!!〜                                             | 虹ヶ丘ましろ（加隈亜衣） | 「わたしリフレクション」                                                                   | テレビアニメ『ひろがるスカイ！プリキュア』関連曲                         |
| 2023年7月19日  | 『ひろがるスカイ！プリキュア』ボーカルアルバム 〜FLY TOGETHER!!!!!〜                                             | ソラ・ハレワタール（関根明良）、虹ヶ丘ましろ（加隈亜衣） | 「空虹ダイアリー」                                                                         | テレビアニメ『ひろがるスカイ！プリキュア』関連曲                         |
| 2023年7月19日  | 『ひろがるスカイ！プリキュア』ボーカルアルバム 〜FLY TOGETHER!!!!!〜                                             | キュアスカイ（関根明良）、キュアプリズム（加隈亜衣）、キュアウイング（村瀬歩）、キュアバタフライ（七瀬彩夏） | 「FLY TOGETHER!!!!!」                                                                      | テレビアニメ『ひろがるスカイ！プリキュア』関連曲                         |
| 2023年7月      | ワンダー・ファニー・ハーモニー                                                                                   | サクラコ（加隈亜衣）、ヒナタ（日高里菜）、マリー（小澤亜李）、ウイ（後藤沙緒里）、シミコ（富田美憂）、ヒフミ（本渡楓）、アズサ（種田梨沙）、ハナコ（豊田萌絵）、コハル（赤尾ひかる）、ミカ（東山奈央）、ツルギ（小林ゆう）、イチカ（鷲見友美ジェナ） | 「ワンダー・ファニー・ハーモニー」                                                         | Webアニメ『ブルーアーカイブ 2.5周年記念ショートアニメーション』主題歌    |
| 2023年8月23日  | Dear Shine Sky                                                                                                   | キュアスカイ（関根明良）、キュアプリズム（加隈亜衣）、キュアウイング（村瀬歩）、キュアバタフライ（七瀬彩夏） | 「ヒロガリズム 〜Precure Quartetto Ver.〜」                                                | テレビアニメ『ひろがるスカイ！プリキュア』関連曲                         |
| 2024年1月31日  | 『ひろがるスカイ！プリキュア』ボーカルベスト 〜KIZUNA◇ダイアモンド〜                                             | キュアスカイ（関根明良）、キュアプリズム（加隈亜衣）、キュアウィング（村瀬歩）、キュアバタフライ（七瀬彩夏）、キュアマジェスティ（古賀葵） | 「FLY TOGETHER!!!!! 〜Halation Ver.〜」 「ヒロガリズム 〜Precure Quintet Ver.〜」          | テレビアニメ『ひろがるスカイ！プリキュア』関連曲                         |
| 2024年12月23日 | トモダチOneStep                                                                                                  | Antique Seraphim | 「トモダチOneStep」                                                                        | ゲーム『ブルーアーカイブ -Blue Archive-』関連曲                          |
| 2025年6月25日  | 日々は過ぎれど飯うまし 1 完全生産限定盤Blu-ray&DVD                                                               | 河合まこ（嶋野花）、古舘くれあ（加隈亜衣） | 「日々、おいしいがいっぱい」                                                               | テレビアニメ『日々は過ぎれど飯うまし』関連曲                             |

### その他参加楽曲
| 発売日         | 商品名                          | 歌           | 楽曲                                    | 備考 |
| -------------- | ------------------------------- | ------------ | --------------------------------------- | ---- |
| 2012年10月6日  | MAUSU Diva feat.ACRYLICSTAB     | 加隈亜衣     | 「世界の果てまで」                      |      |
| 2013年11月16日 | FirstLight★みずいろグラフィティ | いのりっくま | 「FirstLight」 「みずいろグラフィティ」 |      |
| 2017年5月31日  | MAUSU THEATER Vol.010           | 加隈亜衣     | 「トロイメライ」                        |      |

## ライブ

### 合同ライブ
| 出演日              | タイトル                            | 会場                           |
| ------------------- | ----------------------------------- | ------------------------------ |
| 2024年1月20日・21日 | 全プリキュア 20th Anniversary LIVE! | 横浜アリーナ（神奈川県）       |
| 2024年2月17日・18日 | ひろがるスカイ！プリキュア 感謝祭   | TOKYO DOME CITY HALL（東京都） |